# 外瀬
外瀬（とのせ）は、青森県弘前市の地名。郵便番号は036-8317。

## 地理
一丁目と二丁目があり、北は船水、東は藤野、南は浜の町東、西は浜の町北に接する。

## 世帯数と人口
2017年（平成29年）6月1日現在の世帯数と人口は以下の通りである。
| 丁目       | 世帯数  | 人口  |
| ---------- | ------- | ----- |
| 外瀬一丁目 | 128世帯 | 325人 |
| 外瀬二丁目 | 3世帯   | 11人  |
| 計         | 131世帯 | 336人 |

## 施設

### 商業
- 第一貨物弘前(営)

### 農協
- 青森県農村工業農業協同組合連合会第一工場
- 青森県農村工業農業協同組合連合会(事)
- 青森県農工連工場冷蔵庫
- 青森県農工連工場第二倉庫

### 公共
- 外瀬公民館

## 学区
| 大字       | 番地 | 小学校             | 中学校             |
| ---------- | ---- | ------------------ | ------------------ |
| 外瀬一丁目 | 全域 | 弘前市立致遠小学校 | 弘前市立第二中学校 |
| 外瀬二丁目 | 全域 | 弘前市立致遠小学校 | 弘前市立第二中学校 |

## 交通
- 弘南バス

県営アパート前（ミニバス 土堂・浜の町・栄町団地線）停留所。